# فرودگاه تورتولی
فرودگاه تورتولی  (به انگلیسی: Tortolì Airport) (به زبان بومی: Aeroporto di Tortolì) یک فرودگاه همگانی با کد یاتا TTB است . این فرودگاه در کشور ایتالیا قرار دارد .